# اولی پترسون
اولی پترسون (استونیایی: Eveli Peterson؛ زادهٔ ۱۹ اکتبر ۱۹۶۷) ورزشکار ورزش دوگانه اهل استونی بود.